# Пронин, Михаил Михайлович
Михаил Михайлович Пронин — советский военный, государственный и политический деятель.

## Биография
Родился в 1901 году. Член ВКП(б).
С 1920 года — на военной службе, общественной и политической работе. В 1922—1960 гг. — служащий морского отдела ПУР, дивизионный комиссар, начальник оргинструкторского отдела Главного управления политической пропаганды, начальник Политического управления Южного фронта, 4-го Украинского фронта, начальник Политического управления ГСОВГ, заместитель, 1-й заместитель начальника Главного политического управления Советской армии, начальник Политического управления сухопутных войск.
Избирался депутатом Верховного Совета РСФСР 2-го и 4-го созывов.
Скончался в 1967 году в Москве, похоронен на Новодевичьем кладбище.

## Награды
СССР
- орден Ленина (21.02.1945)[1][2]
- четыре ордена Красного Знамени (22.12.1943[3], 16.05.1944[4], 03.11.1944[5][2], 15.11.1950[6][2])
- орден Кутузова I степени (23.05.1945)[7]
- орден Отечественной войны I степени (14.02.1944)[8]
- два ордена Красной Звезды (14.06.1940[9][10], 28.10.1967[11][12])
- медали в том числе:
  - «XX лет Рабоче-Крестьянской Красной Армии» (1938)[3]
  - «За оборону Москвы» (19.07.1945)[13]
  - «За победу над Германией в Великой Отечественной войне 1941—1945 гг.» (05.09.1945)[14]

Других государств
 ПНР:
- рыцарский крест ордена Virtuti Militari
- орден «Крест Грюнвальда» III степени
- медаль «Победы и Свободы»

 Чехословакия:
- орден Белого льва
- Чехословацкий Военный крест
- медаль «В память 20-летия Словацкого восстания 1944 года»